# Collegio elettorale di Siderno (Camera dei deputati)
Il collegio di Siderno fu un collegio elettorale uninominale della Repubblica Italiana per l'elezione della Camera dei deputati. Apparteneva alla circoscrizione Calabria e fu utilizzato per eleggere un deputato nella XII, XIII e XIV legislatura.
Venne istituito nel 1993 con la cosiddetta Legge Mattarella (Legge n. 277, Nuove norme per l'elezione della Camera dei deputati), attuata in seguito al referendum abrogativo del 1993. La legge istituì per la Camera dei deputati e per il Senato della Repubblica un sistema di elezione misto, in parte maggioritario e in parte proporzionale. Il 75% dei parlamentari dell'assemblea veniva eletto in collegi uninominali tramite sistema maggioritario a turno unico; il restante 25% alla Camera veniva eletto tramite sistema proporzionale con liste bloccate.
Il collegio venne abolito insieme a tutti gli altri che costituivano la Camera con la promulgazione della legge elettorale successiva, la cosiddetta Legge Calderoli. Questa prevedeva un sistema proporzionale con premio di maggioranza, che alla Camera veniva attribuito a livello nazionale.

## Territorio
Il collegio di Siderno era uno dei 17 collegi uninominali in cui era suddivisa la Calabria e, come previsto dal D.Lgs. del 20 dicembre 1993 n. 536, era interamente compreso nella provincia di Reggio Calabria e comprendeva i seguenti comuni: Agnana Calabra, Anoia, Bivongi, Camini, Candidoni, Caulonia, Cinquefrondi, Feroleto della Chiesa, Galatro, Giffone, Gioiosa Ionica, Grotteria, Laureana di Borrello, Mammola, Marina di Gioiosa Ionica, Maropati, Martone, Monasterace, Pazzano, Placanica, Polistena, Riace, Roccella Ionica, San Giovanni di Gerace, San Pietro di Caridà, Serrata, Siderno, Stignano e Stilo.

## Eletti
| Elezione | Elezione | Deputato      | Partito            |
| -------- | -------- | ------------- | ------------------ |
|          | 1994     | Domenico Bova | Progressisti (PDS) |
|          | 1996     | Domenico Bova | L'Ulivo (PDS/DS)   |
| 2001     |          | Domenico Bova | L'Ulivo (PDS/DS)   |

## Dati elettorali

### XII legislatura

#### Risultati proporzionale
| Coalizioni        | Coalizioni                                | Liste                                     | Liste                                     | Voti   | %     |
| ----------------- | ----------------------------------------- | ----------------------------------------- | ----------------------------------------- | ------ | ----- |
|                   | Progressisti                              |                                           | Partito Democratico della Sinistra        | 12.265 | 22,19 |
|                   | Progressisti                              | Rifondazione Comunista                    | 8.672                                     | 15,69  |       |
|                   | Progressisti                              | Partito Socialista Italiano               | 2.687                                     | 4,86   |       |
|                   | Progressisti                              | Alleanza Democratica                      | 1.311                                     | 2,37   |       |
|                   | Progressisti                              | Federazione dei Verdi                     | 850                                       | 1,54   |       |
|                   | Progressisti                              | Movimento per la Democrazia - La Rete     | 552                                       | 1,00   |       |
| Totale coalizione | Totale coalizione                         | 26.337                                    | 47,65                                     |        |       |
|                   | Polo del Buon Governo                     |                                           | Forza Italia                              | 9.237  | 16,71 |
|                   | Polo del Buon Governo                     | Alleanza Nazionale                        | 7.437                                     | 13,45  |       |
| Totale coalizione | Totale coalizione                         | 16.674                                    | 30,16                                     |        |       |
|                   | Patto per l'Italia                        |                                           | Partito Popolare Italiano                 | 5.980  | 10,82 |
|                   | Patto per l'Italia                        | Patto Segni                               | 3.904                                     | 7,06   |       |
| Totale coalizione | Totale coalizione                         | 9.884                                     | 17,88                                     |        |       |
|                   | Socialdemocrazia                          | Socialdemocrazia                          | Socialdemocrazia                          | 1.289  | 2,33  |
|                   | Movimento Meridionale                     | Movimento Meridionale                     | Movimento Meridionale                     | 424    | 0,77  |
|                   | Unione Mediterranea                       | Unione Mediterranea                       | Unione Mediterranea                       | 177    | 0,32  |
|                   | Movimento Cristiano Veritas               | Movimento Cristiano Veritas               | Movimento Cristiano Veritas               | 160    | 0,29  |
|                   | Movimento Liberaldemocratico e Socialista | Movimento Liberaldemocratico e Socialista | Movimento Liberaldemocratico e Socialista | 128    | 0,23  |
|                   | Liberal Democratici Europei               | Liberal Democratici Europei               | Liberal Democratici Europei               | 105    | 0,19  |
|                   | Idea Città                                | Idea Città                                | Idea Città                                | 105    | 0,19  |
| Totale            | Totale                                    | Totale                                    | Totale                                    | 55.283 |       |

#### Risultati uninominale
|                               | Domenico Bova ✔️ Eletto | Progressisti                                      | 22 122 | 39,40 |  |  |  |  |  |
|                               | Luciano Racco           | Patto per l'Italia                                | 16 278 | 28,99 |  |  |  |  |  |
|                               | Raffaele Valensise      | Polo del Buon Governo (FI - AN - CCD - UDC - PLD) | 13 871 | 24,70 |  |  |  |  |  |
|                               | Salvatore De Pasquale   | Movimento Federalista Calabria Libera             | 2 131  | 3,80  |  |  |  |  |  |
|                               | Tito Salerno            | Movimento Meridionale                             | 1 750  | 3,12  |  |  |  |  |  |
| Totale                        | Totale                  | Totale                                            | 56 152 | 100   |  |  |  |  |  |
|                               |                         |                                                   |        |       |  |  |  |  |  |
| Fonte: Ministero dell'interno |                         |                                                   |        |       |  |  |  |  |  |

### XIII legislatura

#### Risultati proporzionale
| Coalizioni        | Coalizioni                         | Liste                                     | Liste                              | Voti   | %     |
| ----------------- | ---------------------------------- | ----------------------------------------- | ---------------------------------- | ------ | ----- |
|                   | Polo per le Libertà                |                                           | Forza Italia                       | 10.356 | 19,89 |
|                   | Polo per le Libertà                | Alleanza Nazionale                        | 9.119                              | 17,51  |       |
|                   | Polo per le Libertà                | CCD-CDU                                   | 4.939                              | 9,48   |       |
| Totale coalizione | Totale coalizione                  | 24.414                                    | 46,88                              |        |       |
|                   | L'Ulivo                            |                                           | Partito Democratico della Sinistra | 10.925 | 20,98 |
|                   | L'Ulivo                            | Popolari per Prodi (PPI-SVP-PRI-UD-Prodi) | 2.811                              | 5,40   |       |
|                   | L'Ulivo                            | Rinnovamento Italiano                     | 2.098                              | 4,03   |       |
|                   | L'Ulivo                            | Federazione dei Verdi                     | 847                                | 1,63   |       |
| Totale coalizione | Totale coalizione                  | 16.681                                    | 32,04                              |        |       |
|                   | Progressisti                       |                                           | Rifondazione Comunista             | 7.592  | 14,58 |
|                   | Lista Pannella - Sgarbi            | Lista Pannella - Sgarbi                   | Lista Pannella - Sgarbi            | 1.481  | 2,84  |
|                   | Movimento Sociale Fiamma Tricolore | Movimento Sociale Fiamma Tricolore        | Movimento Sociale Fiamma Tricolore | 919    | 1,76  |
|                   | Partito Socialista                 | Partito Socialista                        | Partito Socialista                 | 828    | 1,59  |
|                   | Rinnovamento                       | Rinnovamento                              | Rinnovamento                       | 161    | 0,31  |
| Totale            | Totale                             | Totale                                    | Totale                             | 52.076 |       |

#### Risultati uninominale
|                               | Domenico Bova ✔️ Eletto     | L'Ulivo             | 25 081 | 48,54 |  |  |  |  |  |
|                               | Pancrazio Salvatore Melcore | Polo per le Libertà | 23 259 | 45,01 |  |  |  |  |  |
|                               | Antonio Ferreri             | Fiamma Tricolore    | 3 335  | 6,45  |  |  |  |  |  |
| Totale                        | Totale                      | Totale              | 51 675 | 100   |  |  |  |  |  |
|                               |                             |                     |        |       |  |  |  |  |  |
| Fonte: Ministero dell'interno |                             |                     |        |       |  |  |  |  |  |

### XIV legislatura

#### Risultati proporzionale
| Coalizioni        | Coalizioni              | Liste                                 | Liste                   | Voti   | %     |
| ----------------- | ----------------------- | ------------------------------------- | ----------------------- | ------ | ----- |
|                   | Casa delle Libertà      |                                       | Forza Italia            | 14.653 | 24,69 |
|                   | Casa delle Libertà      | Alleanza Nazionale                    | 5.569                   | 10,52  |       |
|                   | Casa delle Libertà      | CCD-CDU                               | 3.692                   | 6,98   |       |
|                   | Casa delle Libertà      | Nuovo PSI                             | 1.970                   | 3,72   |       |
| Totale coalizione | Totale coalizione       | 25.884                                | 45,91                   |        |       |
|                   | L'Ulivo                 |                                       | Democratici di Sinistra | 7.923  | 14,97 |
|                   | L'Ulivo                 | La Margherita (Dem - PPI - RI- UDEUR) | 4.966                   | 9,38   |       |
|                   | L'Ulivo                 | Comunisti Italiani                    | 2.586                   | 4,89   |       |
|                   | L'Ulivo                 | Il Girasole (FdV - SDI)               | 1.989                   | 3,76   |       |
| Totale coalizione | Totale coalizione       | 17.464                                | 33,00                   |        |       |
|                   | Rifondazione Comunista  | Rifondazione Comunista                | Rifondazione Comunista  | 4.050  | 7,65  |
|                   | Democrazia Europea      | Democrazia Europea                    | Democrazia Europea      | 2.604  | 4,92  |
|                   | Lista Di Pietro         | Lista Di Pietro                       | Lista Di Pietro         | 1.423  | 2,69  |
|                   | Fiamma Tricolore        | Fiamma Tricolore                      | Fiamma Tricolore        | 722    | 1,36  |
|                   | Lista Pannella - Bonino | Lista Pannella - Bonino               | Lista Pannella - Bonino | 650    | 1,23  |
|                   | Paese Nuovo             | Paese Nuovo                           | Paese Nuovo             | 92     | 0,17  |
|                   | Abolizione scorporo     | Abolizione scorporo                   | Abolizione scorporo     | 31     | 0,06  |
| Totale            | Totale                  | Totale                                | Totale                  | 52.920 |       |

#### Risultati uninominale
|                               | Domenico Bova ✔️ Eletto  | L'Ulivo            | 22 545 | 41,34 |  |  |  |  |  |
|                               | Domenico Cartolano       | Casa delle Libertà | 21 866 | 40,09 |  |  |  |  |  |
|                               | Francesco Antonio Candia | Democrazia Europea | 4 577  | 8,39  |  |  |  |  |  |
|                               | Antonio Ferreri          | Fiamma Tricolore   | 3 720  | 6,82  |  |  |  |  |  |
|                               | Giuseppe Ursino          | Lista Di Pietro    | 1 832  | 3,36  |  |  |  |  |  |
| Totale                        | Totale                   | Totale             | 54 540 | 100   |  |  |  |  |  |
|                               |                          |                    |        |       |  |  |  |  |  |
| Fonte: Ministero dell'interno |                          |                    |        |       |  |  |  |  |  |